# Alfredo Bevilacqua
Alfredo Antonio Bevilacqua (* 20. Februar 1874 in Buenos Aires; † 1. Juli 1942 ebenda) war ein argentinischer Tangokomponist und Pianist.

## Leben und Wirken
Der Sohn des Pianisten Isidro Bevilacqua hatte zunächst Gitarrenunterricht, dann Klavierunterricht bei Ángel Ratti und Brunetti Abnicari. In den 1890er Jahren spielte er Klavier in der Bar El pasatiempo und im Salon María, la Vasca. 1902 entstand sein erster Tango Venus, den er mit einer eigenen Band auf Phongraphenzylinder aufnahm.
1910 komponierte er zum 100. Jubiläum der Unabhängigkeit Argentiniens den Tango Independencia und führte ihn mit seiner Band auf. Der Republik Chile widmete er zum 100. Jahrestag der Unabhängigkeit im gleichen Jahr den Tango Emancipación.
Bevilacqua gilt als einer der bedeutendsten Vertreter der Guardia Vieja des Tango. Von mehreren seiner Kompositionen existieren Aufnahmen aus ihrer Entstehungszeit, andere sind verloren gegangen. Er veröffentlichte auch einen Band mit Sonetten und die Escuela de Tango. Sein Sohn Octávio Bevilacqua wurde als  Musikwissenschaftler bekannt.

## Werke
- Venus, 1902
- Apolo, 1903
- Minguito, 1906
- La gran muñeca
- Improvisación
- El Popular
- Independencia
- Emancipación
- Monterrey
- Recuerdo de la pampa
- Cabo cuatro
- El fogón
- Bar El Popular
- Marconi
- Primera junta
- Expresión criolla
- El orillero
- Reconquista
- Brisas del Sur, 1933